# Palazzo Palmerini
Il Palazzo Palmerini (prima Mastrandrea) si trova nella via Buonarroti ad Alcamo, nella provincia di Trapani.

## Storia
L'appartenenza di questa dimora alla famiglia Mastrandrea si deduce dall'atto redatto presso il notaio Aversa il 16 giugno 1562.
Lo storico alcamese Pietro Maria Rocca cita alcuni contratti notarili, fra il 1533 e il 1534, che dimostrano che la torre sia stata edificata in questo periodo.
In quel tempo apparteneva alla famiglia Mastrandrea, passò poi a ai Tornamira e in seguito ai Palmerini.

## Descrizione
Questo edificio è del tardo Medioevo, con torre merlata, costruita non come difesa ma per prestigio della famiglia che l'ha realizzato.
La torre, con mensole a machicoulis (come nell'architettura del tempo), si trova all'angolo fra la via Buonarroti e via Madonna dell'Alto; particolare è la cantonata realizzata in conci di pietra, sulla quale è collocato il blasone, rappresentato da uno scudo a forma di testa di cavallo con al centro una fascia, sormontata da una stella.
Al piano terra della via Buonarroti ci sono tre aperture, una delle quali ad arco a tutto sesto, e due finestre lateralmente; al primo piano sono visibili una finestra e due balconi con mensole in pietra, ed un altro recente con ballatoio in marmo, sorretto da supporti in ferro.
Il portale di questa apertura, nello stile del '500, risulta davvero elegante.
Come riferisce lo storico Francesco Maria Mirabella, con il ritorno dei Gesuiti ad Alcamo nel 1806, il Comune dovette cedere il Collegio, fu quindi deciso di affittare il palazzo dei Mastrandrea che era passato di proprietà al signor Benedetto Palmerini.
Non si conosce il periodo per il quale il Comune abbia tenuto i locali in affitto, però fra il 1835 e il 1841 il palazzo, suddiviso in diversi quartini dalla proprietaria signora Orofino Palmerini, fu dato in affitto a quattro famiglie contemporaneamente.